# Franz Sternbalds Wanderungen

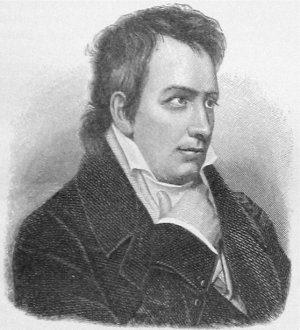
Ludwig Tieck
- 1773, † 1853

Franz Sternbalds Wanderungen, eine altdeutsche Geschichte, ist ein romantischer Künstlerroman von Ludwig Tieck, der 1798 bei Johann Friedrich Unger in Berlin im Druck erschien.

## Ausgaben
Die Erstausgabe (auch: Ausgabe A) von Franz Sternbalds Wanderungen erschien 1798 in zwei Teilen bei Johann Friedrich Unger in Berlin. Der von Tieck mehrfach angekündigte dritte Teil wurde nie fertiggestellt. Anlässlich des Drucks einer Gesamtausgabe von Tiecks Schriften im Verlag von Georg Ernst Reimer nahm Tieck eine umfangreiche Überarbeitung seines Textes vor, die als Ausgabe B bekannt ist. Neben orthographischen Korrekturen formulierte Tieck einzelne Handlungsstränge weiter aus und strich andere aus dem Roman. Ein Variantenverzeichnis mit einem Umfang von über 70 Druckseiten erschien erstmals 1966 in einer von Alfred Anger herausgebrachten Studienausgabe von Franz Sternbalds Wanderungen.

## Wanderungen
Die Wanderungen beginnen 1520 vor den Toren Nürnbergs und dauern anderthalb Jahre an.

### Erster Teil

#### Erstes Buch

Albrecht Dürer 1498
Selbstbildnis

Der 22-jährige Malergeselle Franz Sternbald verlässt seinen Meister Albrecht Dürer, wandert in den nächsten Wald und trifft darin auf den Antwerpener Schmied Messys. Franz, der große Junge mit dem kindlichen Gemüt, „will nicht so zaghaft sein wie Sebastian“, sein Freund, der daheim beim Meister bleibt. Unterwegs wird Franz von einem siebzigjährigen Bauern zu dessen Hof mitgenommen. Franz ist gerührt, dass der Alte vor seinem Tod noch Nürnberg sehen möchte und nicht weiß, wie nahe an der Stadt er lebt. In einer Stadt gibt Franz einen Brief seines Meisters beim reichen Fabrikbesitzer Zeuner ab. In Herrn Zeuners Umkreis dreht sich alles ums Geld. Das Thema ist Franz zuwider. Er vertraut Zeuner seine Reisepläne an. Nach Flandern soll es gehen und dann nach Italien. Der Aufseher über Zeuners zahlreiche Arbeiter ist gerade gestorben. Franz schlägt die sehr gut bezahlte Stelle aus, weil er „keine Ehrfurcht vor dem Reichthum“ hat. In derselben Stadt muss Franz noch einen Brief, diesmal aus der Feder Pirkheimers, abgeben. Der Empfänger lässt sich das Schreiben vom jungen Briefträger verlesen. Dem Vorleser kommen die Tränen, als er als „der beste Schüler Albert Dürers“ bezeichnet wird.
Der Bauernsohn Franz macht einen Abstecher in sein Heimatdorf im Taubertal. Der sterbende Vater gesteht Franz: „Du bist mein Sohn nicht“. Darauf befragt Franz seine Mutter, die alte Brigitte. Die gesteht ihm, sie sei seine Mutter nicht. Die Pflegemutter bittet Franz, nicht in die Fremde zu ziehen, sondern das Brot zu Hause als Bauer und Nachfolger des Pflegevaters zu verdienen. Franz bleibt noch ein paar Wochen. Er arbeitet an einem Altarbild, das er „seinem Geburtsorte von sich hinterlassen“ will. Auf dem Erntefest lernt Franz die „unwissende Gertrud“, ein frisches Bauernmädchen, kennen. Gertrud fragt Franz, ob er denn nach Italien müsse. „Ich will und muß fort“, antwortet er.
Als Franz sein fertiges Gemälde in der Dorfkirche betrachtet, bricht draußen ein Wagen. Er eilt hinaus und bietet den Herabgestürzten, einem alten Mann und einem schönen Mädchen, seine Hilfe an. Obwohl das Mädchen ohne Hilfe aufstehen konnte, ist Franz sehr besorgt und von ihrem Blick wie verzaubert. Franz wähnt, der unbekannten Schönen vor 14 Jahren schon einmal beim Blumenpflücken im Wald vor dem Dorf begegnet zu sein. Die Fremde, damals „ein liebliches blondes Mädchen, kam zu Franz und bat um seine Blumen, er schenkte sie ihr alle, ohne selbst seine Lieblinge zurückzubehalten, indeß ein alter Bedienter auf einem Waldhorne blies, und Töne hervorbrachte, die dem jungen Franz damals äußerst wunderbar in die Ohren klangen“.

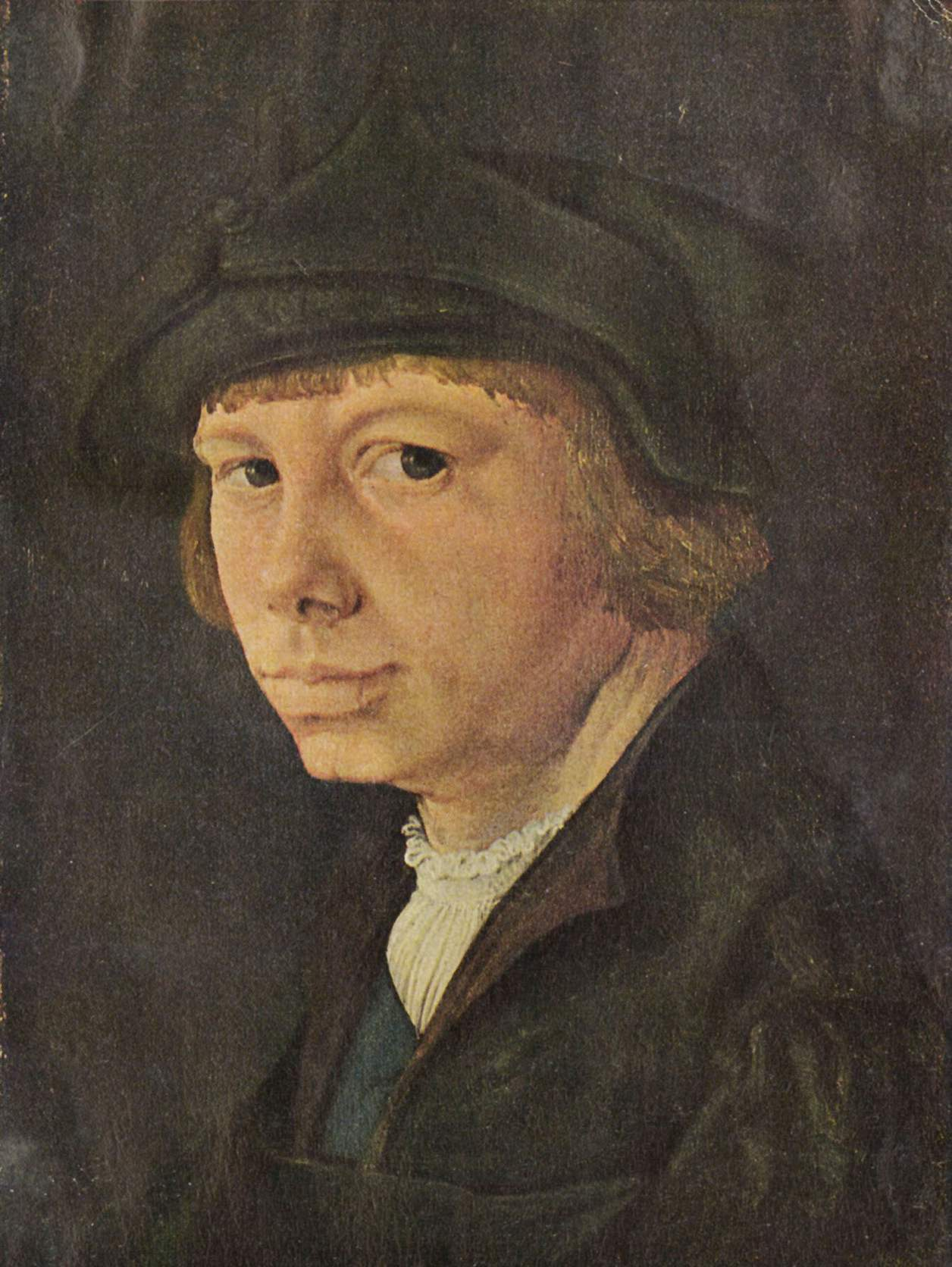
Lukas von Leyden
Selbstbildnis

Als sich reparierter Wagen und das fremde Mädchen darin von der Dorfkirche und dem sinnenden Franz entfernt haben, findet Franz eine Brieftasche am Unfallort. Aus dem Inhalt der Brieftasche ersieht Franz, dass die Schöne in Antwerpen gewesen war und sowohl Lukas von Leyden als auch seinen Meister Albert Dürer verehrt.
Die restlichen Wanderungen Franz Sternbalds können gelesen werden als Suche des Titelhelden nach den unbekannten Eltern und der entschwundenen Geliebten, von der er nicht einmal den Namen kennt.

#### Zweites Buch
Angesichts der großen Stadt Leyden hat Franz immer noch „den süßlächelnden Mund“ der Fremden vor Augen, bricht den Versuch eines Porträts jedoch bald ab, weil es ihm nicht ähnlich genug gelingt. Diese Verzweiflung klagt Franz später seinem Vorbild Lukas von Leyden, der über den heftigen Ton des jungen Gesellen schmunzelt und ihm rät, sich zu üben, anstatt jeden Entwurf aus übermäßiger Ehrfurcht vor dem Gegenstand zu verwerfen. Eines Tages stellt sich heraus, dass Dürer seinem Schüler nach Leyden gefolgt ist. Mit den folgenden Diskussionen des ordnungsliebenden Albrecht Dürer mit dem impulsiven Lukas von Leyden beginnt eine Reihe von Kunstgesprächen, die von nun an bis ans Ende des Romans regelmäßig in die Handlung eingeflochten werden. Lukas, der Dürer-Verehrer, begreift nicht, weshalb der Meister seinen besten Schüler nach Italien schickt. Seiner Meinung nach könne Sternbald die italienische Kunst nur aus der Perspektive eines Deutschen betrachten und demzufolge auch nur unzureichend nachahmen. Dürer entgegnet, dass Franz „ganz andere Wege auffinden“ soll, „die wir noch nicht betreten haben“.  Als Beispiel nennt Dürer das Altarbild in der Kirche von Sternbalds Heimatdorf, das Dürer besichtigt und in dem er den individuellen Stil seines Schülers erkannt hatte.
Von Dürer erhält Franz auch einen Brief von Sebastian, der auf Franz’ Empfehlung begonnen hat, mehr zu lesen. Besonders von Plutarch und von der Bibel ist Sebastian beeindruckt. Außerdem hat er in Nürnberg den „wackern Mann und schönen Dichter“ Hans Sachs kennengelernt, der dort als Schuhmacher arbeitet.
Albrecht Dürer, der Alkohol nur schlecht verträgt, beobachtet erstaunt, dass Lukas von Leyden nach Alkoholgenuss besonders originell malt. Auf Dürers Frage meint Lukas, er habe sich auch erst an den Einfluss des Alkohols gewöhnen müssen, aber nun gingen ihm die Gemälde dadurch leichter von der Hand.

Als Franz weiterzieht, bittet ihn Dürer, recht bald nach Nürnberg zurückzukehren und bei ihm zu leben. Franz’ anfängliche Begeisterung schwindet, als Dürer seinen Vorschlag mit den Todesahnungen begründet, die ihn schon länger quälen. Dürer fühlt seine „Kraft der Seele“ abstumpfen, fühlt sich aber seiner Frau gegenüber verpflichtet, weiterhin im gewohnten Tempo zu arbeiten und das dringend nötige Geld zu verdienen. Als sich die Wege der drei Maler trennen, betrachtet Dürer Franz nicht mehr als Schüler, sondern als Freund.

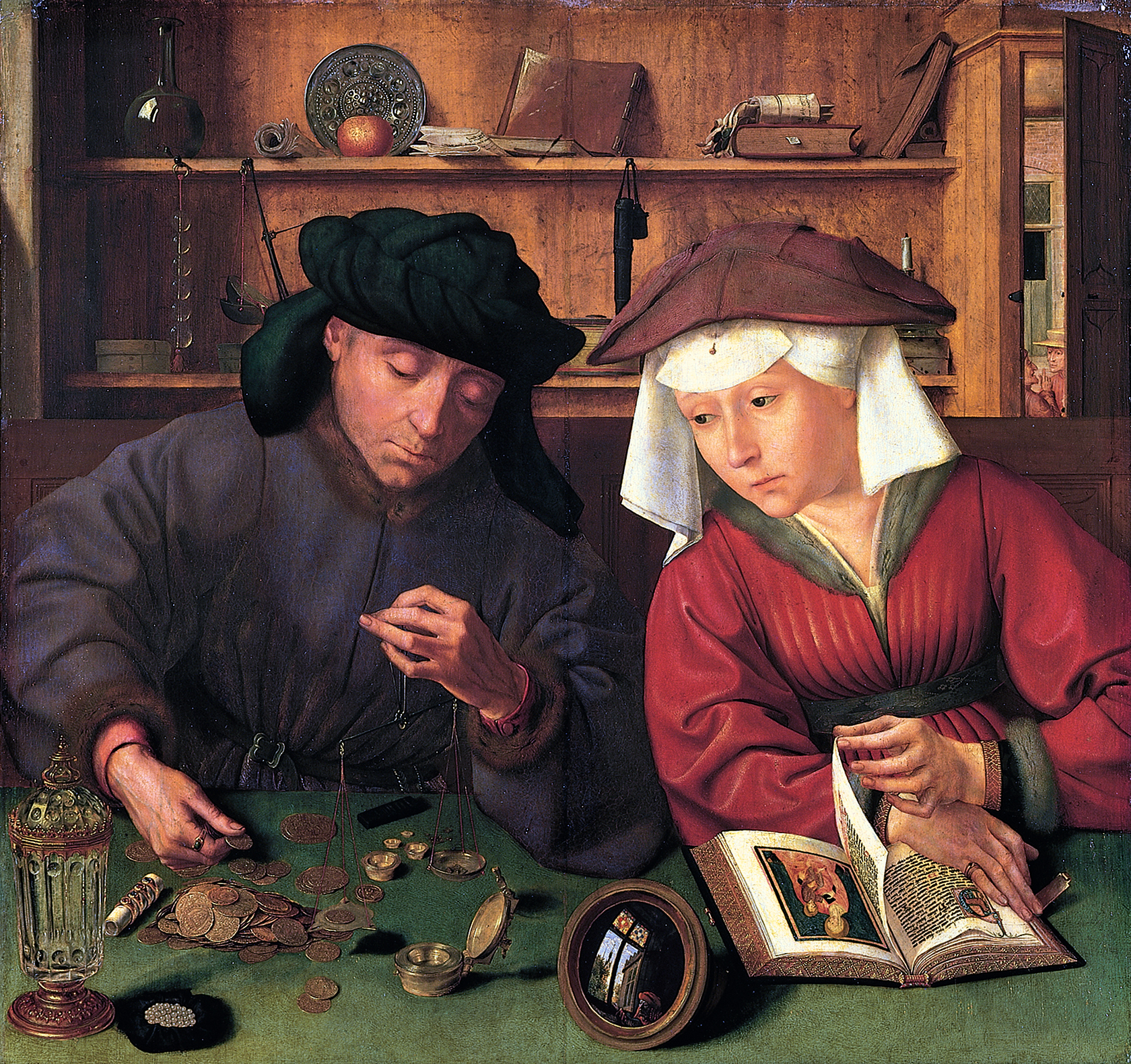
Quentin Messys 1514
Der Goldwäger und seine Frau

Auf der Weiterreise lernt Franz den Dichter Rudolf Florestan aus Italien kennen. Der Jüngling ist ein halber Deutscher, war in England und reist mit Franz in die Heimat zurück. Während Franz fast beständig „ein Mißtrauen gegen sich selber“ hat, ist Florestan „immer lustig“ (161). „Ist die Welt denn nicht schön, so wie sie ist?“ (162) ruft Florestan aus und spricht von seiner Geliebten in Italien und seiner Niederländerin. In Flandern lernt Franz „die große Handelsthätigkeit in Antwerpen“ kennen. Der reiche Kaufmann Vansen gibt häufig Abendgesellschaften, bei denen auch ein alter Mann eingeladen ist, der die Kunst als unnötige Zeitverschwendung betrachtet. Daraufhin hält Franz ein feuriges Plädoyer für die Kunst, die das auszudrücken vermag, was der „Weise durch Weisheit erhärtet, was der Held durch Aufopferung bewährt“ und was der „Märtyrer durch seinen Tod besiegelt“. Vansen ist von der Eloquenz des jungen Malers beeindruckt und möchte Franz als seinen Schwiegersohn. Der feinfühlige Franz merkt jedoch, das die Traurigkeit von Vansens Tochter Sara nicht einem allgemeinen Wunsch nach Vermählung entspringt, sondern von Liebeskummer herrührt. Sara gesteht, dass sie sich Sorgen um ihren Geliebten macht, der erkrankt ist und Franz willigt ein, ihn mit einer Nachricht von Sara zu besuchen. Der Kranke stellt sich als eben jener Schmied Messys heraus, den Franz aus dem Nürnberger Walde kennt. Vor seiner Abreise bringt Franz die beiden Liebenden zusammen und legt bei Vansen ein gutes Wort für Messys ein, der sich aufgrund seines niederen Standes nicht getraut hatte, um Saras Hand zu bitten. Vansens Bedingung ist, dass Messys seinen Beruf als Schmied aufgibt und Maler wird.

### Zweiter Teil

#### Erstes Buch
Im Frühling 1521 durchwandert Franz das Elsass. Unterwegs fristet der Wanderer seine Existenz mit Auftragsarbeiten. In Straßburg malt er für einen reichen Mann eine Heilige Familie.

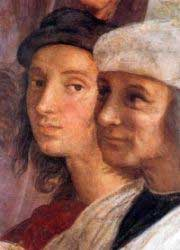
Raffael Sanzio 1510
Selbstbildnis, links

Die Italiensehnsucht des kunstbegeisterten Franz ist groß, insbesondere Michelangelo und Raffael will er entdecken. Unterwegs treffen Franz und Florestan den Nürnberger Bildhauer Augustin Bolz. Dieser beurteilt die beiden Wanderer als viel zu hitzig für große Maler.
Im Walde begegnen sie einer schönen Jägerin, die Marie ähnelt. Sie gibt sich als Gräfin Adelheid zu erkennen und nimmt die Herren mit auf ihr Schloss, wo Sternbald ein Gemälde von ihr anfertigen soll. Franz zittert, als er den zarten Busen der Gräfin Adelheid zeichnet. Franz hat ein Gemälde – mit Marie darauf – gekauft. Als er es Adelheid zeigt, will sie ihre arme verstorbene Schwester, die sich zu Lebzeiten mit einer unglücklichen Liebe quälte, auf dem Gemälde erkennen. Franz erschrickt.
Aber Franz ist kein Kind von Traurigkeit. Er tröstet sich mit der blonden Emma. Deren schöne volle Brust quillt ihm mutwillig entgegen. Dichtes Gebüsch wird Zeuge des Glücks der Verliebten. Franz muss weiter wandern. Adelheid gibt ihm einen Brief an ihre römischen Verwandten mit. Der Briefträger steckt das Schreiben achtlos in seine Brieftasche und weiß gar nicht recht, ob er es abgeben soll.
Wieder auf der Straße, lernt Franz den Italiener Roderigo kennen. Roderigo gibt ausführlichsten Bericht über mediterrane Abenteuer seines italienischen Freundes Ludoviko. Franz spricht mit einem Pilger, der die Welt gesehen hat. Dieser sagt den nach Italien sehnsüchtigen Freunden die Wahrheit: „Der Mensch weiß nicht, was er will, wenn er Sehnsucht nach der Fremde fühlt, und wenn er dort ist, hat er nichts“. Die Rede ist auch noch von Luther.

#### Zweites Buch
Als Rudolf Ludoviko persönlich kennenlernt und ihn reden hört, möchte er am liebsten dessen Bruder sein. Auf dem Schloss einer Freundin Adelheids begegnen die Männer Adelheid wieder. Roderigo und Adelheid liegen sich in den Armen. Das Paar hat sich wiedergefunden und möchte sich anscheinend vermählen. Franz will endlich Italien erreichen und wandert allein weiter. Sebastian schreibt aus Nürnberg, Meister Dürer kränkele.
In einem Kloster nahe bei einer Stadt frischt Franz für die Äbtissin ein altes Gemälde der heiligen Genoveva auf. Die Äbtissin hält Gemälde für „gutgemeinte Spielereien“. In der Stadt glaubt Franz, im Gedränge Ludoviko und den Dichter Florestan als Sänger wiederzuerkennen. Im Kloster steckt eine junge schöne Novizin Franz einen Brief an Ludoviko zu. Ludoviko will die Novizin vor ihrer Einkleidung entführen.

Die schöne Novizin wird im Kloster vermisst. Franz beendet seine Arbeit und will sich endlich Italien nähern. Unterwegs findet er Bolz verwundet am Wege. Er kümmert sich um den Entkräfteten. Auch Bolz wollte die Novizin entführen. Männer, hinter denen vermutlich Roderigo stecke, kamen Bolz zuvor.

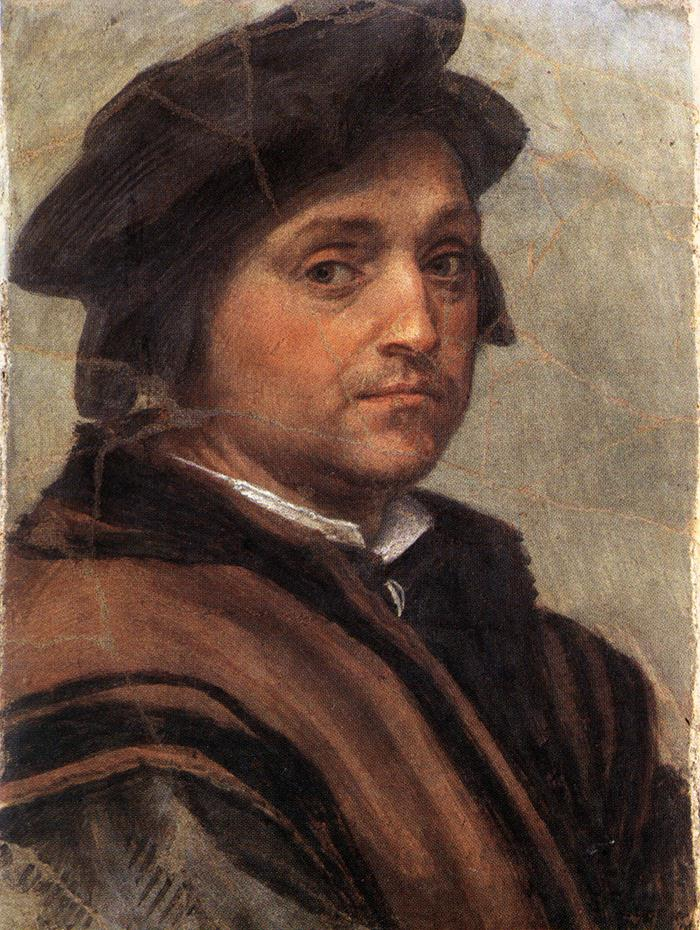
Andrea del Sarto
Selbstbildnis

In Florenz lernt Franz Kunst und Künstler kennen. Unter anderem geht es um Correggios Gemälde der Leda. Franz schreibt an Sebastian nach Nürnberg: „Es ist, als wenn ich mit der weichen, ermattenden und doch erfrischenden Luft Italiens eine andere Seele einzöge“.
Franz lässt sich mit Lenore, der flatterhaften Freundin seines neuen Freundes Castellani, ein. In Florenz lernt er die Maler Franz Rustici und Andrea del Sarto kennen. Franz, der Gast aus dem trüben Norden, legt seine Schüchternheit in Italien fast ganz ab.
In Rom sucht Franz die Kirchen und Gemäldesammlungen studienhalber auf. Er zwingt sich, „nicht heftig zu sein“. Franz meint, eigentlich liebe er Lenore nicht und bricht den Umgang mit der Schönen ab.
Nun gibt er den Brief der Gräfin Adelheid doch noch bei deren römischen Verwandten ab und trifft Marie. Die Geliebte errötet holdselig. Im Hause der Familie Maries erkennt Franz jenen Alten wieder, der auf dem Waldhorn geblasen hatte, als er Marie zum ersten Mal begegnet war.

## Frühromantik

### Verhältnis von Natur und Kunst
Der Wald spielt im Sternbald eine bedeutende Rolle. Schon in Nürnberg träumt Sternbald von den schattigen Wäldern Italiens, die er im zweiten Teil der Geschichte tatsächlich kennenlernt. Wäre er Maler, meint Florestan, würde er „vorzüglich Waldszenen studieren und darstellen“. Letztlich bleibt es allerdings bei dem erzählerischen Bild des Waldes, das Rudolf schon im ersten Teil entwirft, als er die Geschichte des jungen Edelmannes Ferdinand erzählt: „Endlich hörte das Gewitter auf, und ein lieblicher Regenbogen stand am Himmel, der Wald war frisch und grün, und alle Blätter funkelten von Tropfen, die Schwüle des Tages war vorüber, die ganze Natur durchwehte ein kühler Athem, alle Bäume, alle Blumen waren fröhlich“. Der Wald wird hier als gesamtheitliches Sinneserlebnis beschrieben und die Wahl des Begriffs „Athem“ für Wind vermittelt den Eindruck einer beseelten Natur, die durch die Personifikation von Bäumen und Blumen verstärkt wird.
Auch Sternbald selbst empfindet die Natur im Vergleich mit der Kunst als gewaltiger. Als die Gräfin erneut eine Jagd veranstaltet, sucht Sternbald Ruhe auf einem nahegelegenen Berg und fühlt sich von den Klängen der Natur überwältigt: „O unmächtige Kunst! [...] Wie lallend und kindisch sind deine Töne gegen den vollen harmonischen Orgelgesang, der aus den innersten Tiefen, aus Berg und Thal und Wald und Stromesglanz in schwellenden, steigenden Akkorden heraufquillt.“ Deswegen sieht Sternbald die Natur als das darstellungswürdigste Objekt des Künstlers, wie er später dem Bildhauer Bolz erklärt: „Könnten wir nur die Natur genau nachahmen, [...], wahrlich, wir könnten oft Handlung und Composition entbehren, und doch eine große, herrliche Wirkung hervorbringen!“
Doch auch die kultivierte Natur im Schlossgarten der Gräfin kann Sternbald in „eine entfernte wunderbare Zaubergegend“ entrücken: So steht der Maler beispielsweise vor einem Springbrunnen, der „mit seinen kristallenen Strahlen die Luft lieblich abkühlte, und ein sanftes Geräusch ertönen ließ, zu dem die nahen Vögel williger und angenehmer sangen“.

### Zeit und Vergänglichkeit
Schon bei Vansen ist sich Franz seiner ungewissen Zukunft bewusst und fragt sich, wie sein Leben weitergeht, wenn die „schönen Träume“ hinter ihm liegen. Im zweiten Teil der Geschichte wünscht er sich ein Dasein im „Rauschen des Waldes“, wo ihn „die Wiederkehr der gleichförmigen Tage, der ununterbrochene leise Fluß der Zeit [...] unvermerkt ins Alter hineintrüge“. Eine solche Zeitlosigkeit erlebt Sternbald in der Hütte des alten Malers, angesichts deren dürftiger Ausstattung er sich in die „uralte Zeit“ versetzt fühlt, wo „die Thür noch keinen Riegel kennt, wo noch kein Frevler des andern Gut betastet hat“.
Auch an sich selbst bemerkt Sternbald eine zunehmende Gleichgültigkeit gegenüber der Zeit. Er beklagt sich bei Ludoviko, oft sein ursprüngliches Vorhaben zu vergessen, worauf ihm dieser entgegnet: „Ich muß nur lachen, wenn ich Leute so große Anstalten machen sehe, um ein Leben zu führen, das Leben ist dahin, noch ehe sie mit den Vorbereitungen fertig sind“.
Als Franz vom Tode Raffaels erfährt, verteidigt er gegenüber dem skeptischen Bildhauer Bolz seinen Glauben an die Unsterblichkeit der Kunst: „Wird Albrecht Dürer jemals sterben? Nein, kein großer Künstler verläßt uns ganz; er kann es nicht, sein Geist, seine Kunst bleibt freundlich unter uns wohnen“. Dieser Überzeugung Sternbalds steht die Meinung des alten Malers entgegen, der, nachdem ihm ein Bluthänfling aus seinem Käfig entflogen ist, über das Sterben philosophiert: „Ein Freund, der stirbt, tut auch nichts weiter, als daß er sich wieder mit der großen allmächtigen Erde vermischt, und mir unkenntlich wird“.

## Fragment
Eine Zahl in runden Klammern verweist auf die Seite in der Quelle.
Franz Sternbalds Wanderungen war ursprünglich als Roman in drei Teilen geplant, von denen jedoch zur zwei erschienen. Tieck berichtet zwar in einem Brief an August Wilhelm Schlegel von seiner Arbeit am Sternbald, gibt sich jedoch wenig zuversichtlich: „es wird darauf ankommen, wozu ich einen verfluchten Buchhändler finde“. Als schließlich 1843 die überarbeitete Fassung des Sternbald bei Reimer erscheint, sieht sich Tieck in der Nachrede zu einer Erklärung genötigt und schreibt: „Oft hatte ich, in dieser langen Reihe von Jahren, die Feder wieder angesezt, um das Buch fortzusezen und zu beendigen, ich konnte aber immer jene Stimmung, die nothwendig war, nicht wieder finden“.
Unter den inhaltlichen Leerstellen, die sich aus dem Fehlen des dritten Teils ergeben, ist die Suche nach den Eltern wohl die auffälligste: Franz bricht aus seinem Heimatdorf auf, um seine Eltern und die unbekannte Schöne zu suchen. Letztere begegnet ihm zu Ende des zweiten Teils, die Eltern aber findet Franz nicht. Der wache Leser hofft mitunter, die Suche werde aufgenommen (215, 244, 256, 260, 265, 306, 392), doch dazu kommt es nicht.

## Rezeption

### Zeitgenössische Rezeption
Franz Sternbalds Wanderungen wurde von Tiecks Zeitgenossen sehr unterschiedlich aufgenommen. Friedrich Schlegel bezeichnet den Roman als „ein göttliches Buch“ und stößt damit auf das Unverständnis seiner Schwägerin: Caroline Schelling, damals noch Schlegel, liest das Buch gleichzeitig mit ihrem Mann August Wilhelm und resümiert am 14. Oktober 1798: „… es fehlt an durchgreifender Kraft – man hoft immer auf etwas entscheidendes, irgendwo den Franz beträchtlich vorrücken zu sehn. Thut er das? Viele liebliche Sonnenaufgänge und Frühlinge sind wieder da… es ist alles sehr artig, aber doch leer…“ Tags darauf fügt sie einen Nachtrag hinzu, in dem sie gesteht, „gestern bey der Lektür eingeschlafen“ zu sein.
Nicht ganz zwei Monate nach dem harten Urteil seiner Frau bringt August Wilhelm Schlegel seine Gedanken über den Sternbald zu Papier. Er kritisiert unter anderem den „Wollustorcan“ im ersten Teil und das holprige Versmaß in einigen Liedern. Über andere Lieder, darunter jenes vom Jüngsten Gericht, schreibt der geübte Rezensent voll Enthusiasmus: „So etwas gemacht zu haben, dafür verkaufte ich schier ein Stück von meiner Seligkeit“. Schlegel, der mit Johann Wolfgang von Goethe in Briefkontakt steht, willigt auch ein, den Roman mit wohlwollenden Worten an den Dichterfürsten zu übersenden. Dieser las den Sternbald im Erscheinungsjahr und hielt seine Gedanken in Randglossen fest, von denen Alfred Anger sechs wiedergibt. Eine davon lautet z. B.: „Zu viel Morgensonne. Erntefest. Sentimentalität.“
Am 5. September 1798 schickt Goethe schließlich den Sternbald an Friedrich Schiller und versieht ihn mit folgenden Begleitworten: „Den vortrefflichen Sternbald lege ich bey, es ist unglaublich wie leer das artige Gefäß ist.“ Ähnlich empfand den Text auch Jean Paul, von dem Gerhard Schulz einen Brief vom 13. November 1798 (393) zitiert. Demzufolge hat der Sternbald „keine historische oder psychologische Entwicklung… keine Szenen – keinen Stof – keine Karaktere… lauter Dakapo's… und oft keinen Sinn.“
Doch auch sechs Jahre nach seiner Veröffentlichung findet Tiecks Roman immer noch begeisterte Anhänger, wie ein Brief vom 26. September 1805 zeigt, in dem E. T. A. Hoffmann seinen Freund Theodor von Hippel auffordert, „so bald als möglich dies wahre Künstlerbuch“ zu lesen. Weitere 41 Jahre später betrachtet Ida von Lüttichau den Roman immer noch als einzigartiges Phänomen der deutschen Literatur, wie sie in einem Brief an Friedrich von Raumer erklärt: „Ich habe [...] den Sternbald wiedergelesen u ihn wunderbar schön gefunden, um so schöner, als alles, was daher dérivirt worden ist, längst schon wieder zum todten Buchstaben geworden ist. Unsre junge Künstlerschule ist schon zum alten Mann geworden nach dieser Richtung hin, während Tieck im Sternbald ewig 18 Jahr alt bleiben wird.“
Tatsächlich erkannte auch Goethe die schriftstellerische Begabung Ludwig Tiecks, bemühte sich aber, wie er am 30. März 1824 gegenüber Johann Peter Eckermann sagte, diese vor der Überschätzung durch allzu begeisterte Zeitgenossen zu bewahren: „Tieck ist ein Talent von hoher Bedeutung, und es kann seine außerordentlichen Verdienste niemand besser erkennen als ich selber; allein wenn man ihn über ihn selbst erheben und mir gleichstellen will, so ist man im Irrtum.“
Den Sternbald-Enthusiasmus oder vielmehr Tieck selbst als dessen Auslöser verurteilte auch Heinrich Heine in seiner 1833 erschienenen Romantischen Schule: „…er [Herr Tieck] hatte von den Volksbüchern und Gedichten des Mittelalters so viel eingeschluckt, daß er fast wieder ein Kind wurde und zu jener lallenden Einfalt herabblühte, die Frau v. Staël so sehr viele Mühe hatte zu bewundern.“

### Neuere Rezeption
In seiner Tieck-Biographie aus dem Jahr 1988 bezeichnet Roger Paulin den Sternbald als „Elementarbuch“ der Nazarener und verweist auf die mögliche Deutung des Romans als „lyrische Begleitmusik zur romantischen Landschaftsmalerei des 19. Jahrhunderts“. Zudem verweist Paulin auf den starken Kontrast zwischen der Kunst des Nordens, die im Roman mit tugendhafter Authentizität assoziiert wird, und jener des Südens, die die Sinne des Protagonisten betört und ihn zeitweilig vom rechten Weg abbringt.
Acht Jahre nach Paulin beschäftigt sich Wolfgang Rath mit der Deutung des Sternbald. Rath nennt den Roman ein „Sprachgemälde“, in dem Tieck die Gedankenbewegungen seiner Figuren illustriert. Insgesamt setzt Rath den Schwerpunkt aber auf die psychologische Verfassung Franz Sternbalds, der wie jeder Protagonist Tiecks als „Auserwählter“ auftrete. Nach Rath diagnostiziere sich Sternbald als „Zerrissener“, der die Geschehnisse um sich zeitweise wie im Traum erlebt (Sternbald vergleicht sich mit der biblischen Figur des Jakob). Diese traumähnliche Wahrnehmung bewirke, dass Franz Sternbald in einen Zustand der Acedia abgleitet. Anstatt dagegen anzukämpfen, orientiere sich Sternbald laut Rath an Platons Konzept der Methexis und bemühe sich um Teilhabe an der Welt der Ideen als dem Eigentlich-Seienden. Das Reisen sei für Sternbald somit gleichbedeutend mit der Hinausreise „über sich selbst“.
Ein vernichtendes Urteil fällt Armin Gebhart im Jahr 1997 über Franz Sternbalds Wanderungen: Der Text, der zu großen Teilen aus „sterile[m] Geseiere“ bestünde, wäre „eine glatte Zumutung für den Leser unserer Tage“. Die Gedichte sind für Gebhart nichts mehr als bloße „Klanglautausstoßung“ und über den Protagonisten des Romans hält er fest: „Sternbald, diese personifizierte Rührseligkeit, präsentiert sich jedenfalls eher als Genie im Weinen als im Malen.“

### Sekundärliteratur
- Gerhard Schulz: Die deutsche Literatur zwischen Französischer Revolution und Restauration. Teil 1. Das Zeitalter der Französischen Revolution: 1789–1806. S. 393–398. München 1983, ISBN 3-406-00727-9
- Wolfgang Rath: Ludwig Tieck. Das vergessene Genie. Studien zu seinem Erzählwerk. S. 211–238. Paderborn u. a.: Schöningh, 1996. 548 Seiten, ISBN 3-506-77021-7
- Roger Paulin: Ludwig Tieck. Eine literarische Biographie. München: Beck, 1988, ISBN 3-406-33199-8
- Armin Gebhart: Ludwig Tieck. Leben und Gesamtwerk des „Königs der Romantik“. Marburg: Tectum 1997, ISBN 3-8288-9001-6

### Quelle
- Alfred Anger (Hrsg.): Ludwig Tieck: Franz Sternbalds Wanderungen. Studienausgabe Auflage. Stuttgart 1999, ISBN 3-15-008715-5.